# 1896 Beer
Az 1896 Beer (ideiglenes jelöléssel 1971 UC1) a Naprendszer kisbolygóövében található aszteroida. Luboš Kohoutek fedezte fel 1971. október 26-án.